# الیست
الیست (به ایتالیایی: Alliste) یک سکونتگاه مسکونی در ایتالیا است که در استان لچه واقع شده‌است.

## خصوصیات
الیست ۲۳ کیلومترمربع مساحت و ۶٬۶۶۴ نفر جمعیت دارد و ۵۴ متر بالاتر از سطح دریا واقع شده‌است.